# Beatriz de Bragança
Dona Beatriz de Bragança, marquesa de Vila Real (c. 1440—1491), foi uma nobre portuguesa, filha de Fernando I, Duque de Bragança com Dona Joana de Castro. Casou-se com Pedro de Meneses, com quem teve 6 filhos, em 6 de Agosto de 1462.

## Descendência
De seu casamento com Dom Pedro de Meneses, ficou a seguinte descendência:
- Fernando de Meneses (1463-1523 ou 1524), 2.º Marquês de Vila Real;
- António de Noronha, 1.º Conde de Linhares;
- Henrique de Menezes;
- Joana de Noronha, que casou-se com Afonso de Viseu, 8.º Condestável de Portugal;
- Diogo de Noronha, comendador-mor da Ordem de Cristo;
- João de Noronha, prior-mor de Santa Cruz de Coimbra.